# Ali Dżabr
Ali as-Sajjid Dżabr (arab.علي السيد جبر)  – egipski zapaśnik walczący w stylu wolnym. Złoty medalista igrzysk afrykańskich w 1987 i srebrny w 1991. Zdobył cztery medale na mistrzostwach Afryki, złoto w 1986, 1989 i 1990. Pierwszy i drugi na igrzyskach śródziemnomorskich w 1993; drugi i czwarty w 1987; trzeci w 1991. Triumfator igrzysk panarabskich w 1992. Trzeci na mistrzostwach arabski w 1987. Czwarty w Pucharze Świata w 1991 roku.